# Червоне (Ворожбянська міська громада)
Черво́не — село в Україні, у Ворожбянській міській громаді Сумського району Сумської області. Населення становить 252 особи.

## Географія
Село Червоне розташоване біля витоків річки Вижлиця, нижче за течією на відстані 2,5 км розташоване село Кошарське. На відстані 1.5 км розташоване село Крижик.
Річка у цьому місці пересихає, на ній декілька загат.
Поруч пролягає автомобільний шлях Т 1917.

## Історія
- Село постраждало внаслідок геноциду українського народу, проведеного урядом СССР 1923—1933 та 1946–1947 роках.
- 12 червня 2020 року, відповідно до розпорядження Кабінету Міністрів України № 723-р «Про визначення адміністративних центрів та затвердження територій територіальних громад Сумської області», село увійшло до складу Ворожбянської міської громади[1].
- 19 липня 2020 року, в результаті адміністративно-територіальної реформи та ліквідації Білопільського району, село увійшло до складу новоутвореного Сумського району[2].

## Постаті
- Д'яконов Станіслав Васильович (1985—2018) — старший солдат Збройних сил України, учасник російсько-української війни[3].